# Douglas XB-7
Die Douglas XB-7 war der Prototyp eines leichten Bombers der Douglas Aircraft Company vom Anfang der 1930er-Jahre.

## Geschichte
Bei der Bestellung trug der Prototyp noch die Bezeichnung XO-36 (Seriennummer: 30-228). Von der ebenfalls am 26. März 1930 vom US Army Air Corps bei Douglas beauftragten XO-35 (s/n 30-227) unterschied sich die XO-36 hauptsächlich durch eine geringere Spannweite. Die XO-36 wurde als Konkurrent zur YO-27 von Fokker entworfen, die später zur Fokker XB-8 führte. Die beiden Flugzeuge überzeugten so, dass Douglas dem Army Air Corps vorschlug, die XO-36 zum Bomber umzurüsten. Sie wurde dafür in XB-7 umbenannt und bekam Bombenhalterungen für 540 kg Bomben.
Die XB-7 war schneller als die Vorgänger-Doppeldeckerbomber Keystone B-6A der Keystone Aircraft Corporation und ihnen weit überlegen. Die Maschine wurde nach einer längeren Erprobung 1931 in Santa Monica, dann im Juli 1932 zum Wright Field geliefert. Im August 1931 bestellte das Army Air Corps sieben Y1B-7-Vorserienflugzeuge (32-308 bis 32-314), die zwischen August und November 1932 geliefert wurden. Diese Flugzeuge hatten im Gegensatz zum Prototyp eine Glattblechbeplankung.
Kurz nach der Übergabe der Y1B-7 an das Air Corps, wurden die nun als B-7 bezeichneten Maschinen an die 11th und 31st Bombardment Squadron auf den March Field, Kalifornien stationiert. Eine Maschine ging nach 10 Monaten durch Absturz verloren. Anfang 1934 wurden die restlichen sechs B-7 der Western Zone übergeben, wo sie für Postflüge eingesetzt wurden. Diese Flugzeuge transportierten Post über den westlichen Teil von Amerika, wie Cheyenne und Wyoming zur Pazifikküste. Am 16. Februar 1934 stürzte eine Maschine (32-309) mit Lt. James Eastmann in Jerome, Idaho ab, als sie in einen Schneesturm geriet. Die Flüge wurden vom Army Air Corps bis zum 1. Juni 1934 durchgeführt, als das letzte militärische Flugzeug im planmäßigen Postflug im Einsatz war. Zwei Maschinen flogen noch bis 1938/39.
Trotz der positiven Testphase ging die Y1B-7 nie in Serie, hauptsächlich wegen ihrer geringen Bombenlast. Stattdessen wurde die Martin B-10 in Serie produziert.

## Konstruktion
Die XB-7 war als Hochdecker ausgelegt und besaß Knickflügel (gull wings (Möwenflügel)). Das Ganzmetallflugzeug war vollständig mit Duraluminium verkleidet. Die Duraluminium-Verkleidung war gewellt, um zusammen mit den Knickflügeln die Stabilität zu erhöhen. Die Besatzung der XB-7 bestand aus vier Mann (Pilot, Copilot und zwei Bordschützen, einer im Flugzeugbug und einer im hinteren Rumpf).
Als Antrieb sah Douglas zwei Curtiss-Conqueror-Motoren vor, die mit Streben in Gondeln unter den Tragflächen montiert waren. Auch zum Rumpf waren die Gondeln verstrebt. Das Hauptfahrwerk wurde nach hinten in die Motorverkleidung eingezogen, wobei die unteren Radteile herausragten.
Als Abwehrbewaffnung sah man zwei bewegliche 0,30"-MG vor. Unter dem Rumpf konnte die Maschine an Aufhängungen 544-kg-Bomben mitführen.
Die Y1B-7 erhielten als Antrieb zwei 675-PS-Conqueror-Motoren. Die Maschinen hatten keine Wellblechverkleidung mehr und waren zur Verbesserung der Schwerpunktlage von 13,72 m auf 14,0 m verlängert worden. Die Tankkapazität wurde auf 439 Liter vergrößert, so dass eine Flugzeit von rund vier Stunden möglich wurde. Weitere Änderungen wurden bei der Einsatzerprobung durchgeführt, dazu gehörten ein modifiziertes Verteilsystem, eine verbesserte Motorüberwachung und Ölkühler sowie eine verbesserte Ausrüstung.

## Militärische Nutzung
Vereinigte Staaten
- US Army Air Forces

## Technische Daten

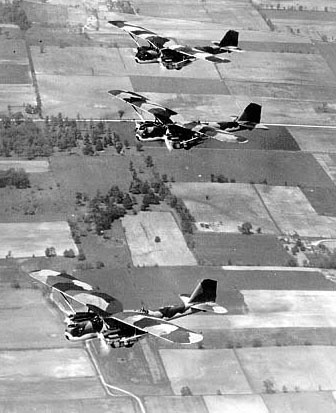
Y1B-7 in Dreierformation

| Kenngröße             | Daten der Y1B-7                                                                |
| --------------------- | ------------------------------------------------------------------------------ |
| Länge                 | 13,9 m                                                                         |
| Flügelspannweite      | 19,9 m                                                                         |
| Tragflügelfläche      | 57,71 m²                                                                       |
| Höhe                  | 3,7 m                                                                          |
| Antrieb               | 2 × 12-Zylinder-V-Motoren Curtiss V-1570-27 „Conqueror“ mit je 675 PS (504 kW) |
| Höchstgeschwindigkeit | 293 km/h                                                                       |
| Reichweite            | 1020 km                                                                        |
| Besatzung             | 4                                                                              |
| Dienstgipfelhöhe      | 6200 m                                                                         |
| Leermasse             | 2503 kg                                                                        |
| norm. Startmasse      | 4515 kg                                                                        |
| max. Startmasse       | 5070 kg                                                                        |
| Bewaffnung            | 2 × 7,7-mm-MGs, 540 kg Bomben                                                  |